# Albert Gusi
Albert Gusi (Castellbisbal, Vallès Occidental, 1970) és un artista català. Desenvolupa la seva obra amb una mirada particular del territori i el paisatge, des del camp de la fotografia.
Sovint, les obres esdevenen accions fotogràfiques o performances col·lectives, on finalment en queda un registre gràfic, bé sigui fotogràfic o fílmic. El darrers projectes són: Objectiu Medacorba (2006), on va col·locar d'un trípode en el cim transfronterer Medacorba (2.914m), per tal d'aconseguir la primera fotografia obtinguda damunt de tres països (França, Andorra i Catalunya) i Simulació d'una fumarola al volcà Montsacopa, realitzada dins del mateix volcà d'Olot, acció seguida en directe per centenars de persones i seleccionada per a la Biennal de Jeunne Creation Europenne, mitjançant el Centre Cultural Metropolità Tecla Sala. De petit format és l'obra Messor, les formigues (re) col·leccionistes, exposada en el Museu de Ciències de Granollers.